# 1-я Заднепровская Украинская советская дивизия
1-я Заднепровская Украинская советская дивизия (укр. 1-ша Задніпровська Українська радянська дивізія) — воинское соединение Украинской советской армии в период Гражданской войны.

## Формирование
26 января 1919 года Особый отряд под командованием командира 7-го Сумского полка 2-й Украинской советской дивизии П. Е. Дыбенко в ходе наступления Украинского фронта овладел городом Екатеринослав.
Фронту предстояло продолжить наступление на юг. Решающее значение в этой ситуации имела позиция крестьянства центральных и южных районов Украины. Кроме того, единственная в степной Украине Екатеринославская железная дорога имела стратегическое значение, а потому вопрос о контроле над ней стоял чрезвычайно остро. Как раз поблизости от этой железной дороги располагались местные повстанческие отряды.
27 января Дыбенко и его начальник штаба С. И. Петриковский были срочно вызваны в Харьков к командующему войсками Украинского фронта Антонову-Овсеенко. Антонов-Овсеенко приказал Дыбенко создать из повстанческих и партизанских отрядов Северной Таврии (Таврическая губерния) стрелковую дивизию, обучить личный состав и приступить к выполнению боевой задачи в составе Украинского фронта. Начальником дивизии назначался Дыбенко, начальником штаба — Петриковский, начальником политотдела — А. М. Коллонтай (жена Дыбенко).
По возвращении Дыбенко из Харькова в штабном вагоне Особого отряда собрались вызванные специальной телеграммой командиры партизанских и повстанческих отрядов Северной Таврии (Бердянский, Мелитопольский и Днепровский уезды Таврической губернии). Дыбенко ознакомил их с обстановкой на юге губернии, где белогвардейцы закрепились на линии Большой Токмак — станция Пришиб — село Фёдоровка и, по имевшимся сведениям, намеревались держать оборону на этом рубеже.
Дыбенко объявил собравшимся о начале формирования дивизии, которой в марте предстояло перейти в наступление и уже в апреле — овладеть Крымом. Исходя из численности отрядов Северной Таврии, командование дивизии планировало сформировать шесть полков, сведённых в три бригады. Командиром одной из бригад был назначен феодосийский рабочий Котов, ещё одной — Нестор Махно.
Отряды Махно в этот период вели ожесточённые бои против белых войск (3-я дивизия Добровольческой армии генерала В. З. Май-Маевского), наступавших из Донбасса.

## Переход атамана Григорьева на сторону Красной армии
В начале февраля стало известно о переходе на сторону Красной армии Херсонской дивизии армии УНР под командованием атамана Н. А. Григорьева, действовавшей на территории Херсонской губернии, в районе Николаев — Херсон. Григорьев разорвал отношения с петлюровским командованием в связи с тем, что Директория УНР пошла на соглашение с французским командованием войск Антанты о расширении зоны оккупации, после чего бойцам его дивизии, сформированной из повстанческих отрядов Херсонщины, пришлось бы покинуть родные места и уходить на север. 25 января оккупационные войска высадились в Николаеве, 29-30 января — в Херсоне. Вступив с ними в вооружённые столкновения вопреки приказу Директории, Григорьев фактически поставил себя вне армии УНР. Не имея возможности самостоятельно противостоять наступлению Антанты, он решил перейти на сторону Красной армии.
1 февраля Григорьев вступил в переговоры с советскими войсками — он установил связь с начальником штаба Особой группы советских войск Петренко, заявив, что ведёт переговоры от лица боротьбистского Центрревкома. Григорьев заявил, что в его распоряжении находится двадцать партизанских отрядов, готовых вести борьбу с петлюровцами, белогвардейцами, немцами и интервентами. Атаман также имел телефонный разговор с командующим Украинским фронтом В. А. Антоновым-Овсеенко. В ходе переговоров он согласился подчиниться командованию Красной армии, а также признать Совет народных комиссаров УССР — тем самым он фактически отрекался от боротьбистского Центрревкома.
2 февраля председатель Совнаркома УССР Христиан Раковский сообщил в Москву: «Состоялось соглашение между представителями наших армий, оперирующих на границе Екатеринославской и Херсонской губерний, и атаманом Григорьевым. Он — украинский эсер, располагающий значительными партизанскими силами и оперирующий в Херсонской губернии сплошь до Николаева…».
18 февраля григорьевцы вошли в состав 1-й Заднепровской Украинской советской дивизии. Согласно Приказу № 18 по войскам Группы войск харьковского направления от 21 февраля 1919 года, из частей, находящихся под командованием тт. Дыбенко, Григорьева и Махно образовывалась стрелковая дивизия, получившая наименование 1-я Заднепровская Украинская советская дивизия. Начальником дивизии назначался Дыбенко, из повстанческих отрядов атамана Григорьева формировалась 1-я бригада, из повстанческих отрядов Северной Таврии — 2-я бригада, из повстанческих отрядов Махно — 3-я бригада.
В это время под командованием Григорьева находилось более 5 тысяч бывших повстанцев, имевших на вооружении 100 пулемётов и 10 орудий.
В оперативной сводке штаба Реввоенсовета Группы войск Харьковского направления от 5 февраля 1919 года сообщалось, что отряды Григорьева контролируют район Знаменка — Користовка — Александрия Херсонской губернии — Кривой Рог — Долгинцево — Апостолово, а также станцию Ново-Полтавка, к северу от Николаева. В сводке за 15 февраля сообщалось, что под контролем атамана находились также Елисаветград, Никополь, Ново-Украинка и другие населённые пункты.
После того, как григорьевцы были переформированы по штатам Красной армии в 1-ю бригаду 1-й Заднепровской Украинской советской дивизии, бригаде была поставлена задача держать фронт севернее линии Вознесенск — Алёшки — Никополь — Апостолово — Кривой Рог, сдерживая продвижение войск Антанты и не допуская их объединения с наступавшими из Северной Таврии русскими белогвардейцами.
20 февраля французские войска выбили григорьевцев из Вознесенска.
Тем временем Антонов-Овсеенко распорядился начать наступление бригады Григорьева на Причерноморье.

## Одесско-Николаевская операция
В начале февраля в Херсоне, где уже находилось 500 солдат Антанты, высадилось дополнительно 500 французских и 2 тысячи греческих солдат. В Николаеве количество французских и греческих войск достигло 3 тысяч штыков. Интервенты также могли рассчитывать на остававшиеся в городе остатки 15-й германской дивизии — до 16 тысяч штыков. На всех железнодорожных станциях от Одессы до Херсона разместились мелкие отряды по 30-40 солдат Антанты. На крупных станциях гарнизоны Антанты составляли 400—500 бойцов.
Начав общее наступление на Херсон, Григорьев уже через неделю отбил Вознесенск, и части Антанты были вынуждены создавать протяжённый фронт вдоль железной дороги Николаев — Херсон, задействовав до 8 тысяч солдат, 20 орудий, 18 танков, 4 броневика, 5 самолётов. Против них в то время Григорьев мог выставить только около 6 тысяч крестьян—повстанцев с 8 орудиями. Однако интервенты не смогли сдержать натиска крестьянских отрядов.
К 27 февраля григорьевцы отбили у противника Белую Криницу и другие населённые пункты. 27 февраля командование советских войск направило Григорьеву политкомиссара-коммуниста Ратина, а с ним ещё 35 большевиков для проведения политической работы в бригаде. В это же время к Григорьеву прибыл и член боротьбистской партии Ю. О. Тютюнник, которого Григорьев назначил своим начальником штаба. Борьба за политическое влияние на григорьевцев продолжилась.
3 марта григорьевцы начали осаду Херсона. 8 марта, после пяти дней упорных боёв, григорьевцы ворвались в город, оттеснив греков в порт. Командование войсками Антанты выслало на помощь Херсонскому гарнизону подкрепления, однако они не успели выгрузиться и не приняли участия в боях.
Когда командованию союзных войск в Херсоне стало ясно, что поражение неминуемо, греки подожгли портовые склады, в которых под охраной находилось несколько сотен заложников из числа местных жителей, которые сгорели заживо.
10 марта город был взят, при этом Григорьев захватил 6 орудий, около 100 пулемётов, 700 винтовок. Греки в ходе боёв за Херсон потеряли более 300 солдат и офицеров убитыми и пленными, причём 70 пленных были расстреляны григорьевцами. Григорьев приказал загрузить трупы греческих солдат на пароход и отправить главному союзническому командованию в Одессу.
После потери Херсона крупная группировка войск (до 2 тысяч штыков Антанты и 2 эскадрона белогвардейцев) в районе Вознесенска попыталась атаковать город, но григорьевцы отбили атаку. Тем временем солдаты во французских частях митинговали и отказывались идти в наступление. Французское командование было вынуждено отвести свои войска на станцию Колосовка.
Одновременно с операцией по овладению Херсоном войска 1-й бригады вели наступление на Николаев, который обороняла 15-я германская дивизия ландвера под командованием генерала Зак-Гальгаузена (10 тысяч человек). Несмотря на призывы командования Антанты о необходимости удерживать оборону немецкий солдатский комитет начал переговоры о сдаче города.
5 марта Григорьев направил ультиматум городской думе Николаева с требованием немедленно сдать город. 5-7 марта атаки григорьевцев были успешно отбиты защитниками города с большими потерями для советских войск, в том числе от действий германской тяжёлой артиллерии и корабельной артиллерии французского крейсера, стоявшего в устье р. Южный Буг. Однако через несколько дней, ввиду потери Херсона и прибытия к наступающим свежих подкреплений, французское командование объявило эвакуацию союзных сил, и 14 марта Николаев был сдан без боя. В сдаче Николаева существенную роль сыграла позиция немецкого гарнизона и командира 15-й дивизии генерала Зак-Гальгаузена, которые решили поддержать наступление григорьевцев и подписали соглашение о восстановлении в городе Советской власти. Немецкие части при этом разоружили небольшую добровольческую белогвардейскую дружину, передав власть в городе и большие трофеи (20 тяжёлых орудий, военное снаряжение и более 2 тысяч лошадей) Совету рабочих депутатов и войскам Григорьева.
Овладение Херсоном, Николаевом и прилегающими территориями с основными железнодорожными магистралями создало благоприятные условия для дальнейшего наступления войск Группы Харьковского направления на юге Украины.
15 марта григорьевцы отбили у белых железнодорожную станцию Раздельная и основную их базу на юге Украины — Роштас.
17 марта григорьевцы захватили железнодорожную станцию Березовка, которую удерживали польские легионеры и французские части (2 тысячи штыков) и белогвардейцы. В боях за Березовку противник потерял около 400 человек (в том числе около 150 убитыми); были захвачены трофеи — 8 орудий, 5 танков Renault FT-17, 1 бронепоезд, 7 паровозов, около 100 пулемётов. Один из танков был отправлен в Москву, в подарок Ленину. Ещё четыре танка Renault FT-17 были по железной дороге доставлены на Харьковский паровозостроительный завод для ремонта и доукомплектации.
Оставив Березовку, командование войск Антанты решило выдвинуть на фронт части «Добровольческой армии Одесского района» генерала Тимановского. Тысяча добровольцев при двух орудиях заняли фронт от железной дороги Николаев — Одесса до Чёрного моря, прикрывая Очаков. Ещё два конных эскадрона добровольцев при поддержке польского батальона перекрыли железную дорогу Николаев — Одесса, а в тылу этого участка обороны располагались греки (тысяча штыков).
20 марта командующий войсками Харьковской группы войск А. Е. Скачко издал приказ № 22, в котором поставил 1-й Заднепровской дивизии боевую задачу: 1-й бригаде Григорьева — овладеть Одессой; 2-й бригаде Котова — блокировать Крымский полуостров; 3-й бригаде Махно — выйти на линию с. Платовка — г. Мариуполь.
22 марта из Группы войск Харьковского направления была выделена ударная группа для ведения боевых действий на Одесском направлении, в состав которой вошла и 1-я бригада под командованием Григорьева. Полному осуществлению этих планов помешало обострение обстановки под Киевом, которое заставило командующего Украинским фронтом В. Антонова-Овсеенко перебросить большую часть боеспособных частей с юга на оборону города от петлюровцев. Операцию по захвату Одессы Григорьеву пришлось осуществлять силами своей бригады: 1-й Верблюжский полк (ок. 3900 чел.), 2-й Херсонский полк (ок. 4000 чел.), 3-й Таврический полк (более 3000 чел.). Поддержку 1-й бригаде оказывали лишь два приданных полка — 1-й Вознесенский (450 чел.) и 15-й Украинский советский полк.
Тем временем 24 марта Реввоенсовет Украинского фронта принял решение о создании 1-й, 2-й и 3-й Украинских советских армий.
25 марта григорьевцами была захвачена станция Сербка, 26 марта — станция Колосовка, в боях за которую было взято в плен до 2 тысяч антантовцев, 28 марта пала станция Кремидовка. Попытка сил Антанты и одесских белогвардейцев провести 29 марта контрнаступление на Сербку не принесла успеха. Около 8 тысяч французских, греческих, румынских, польских войск отбили станцию, но ночная атака григорьевцев привела к паническому бегству антантовцев, в спешке оставивших григорьевцам французский самолёт. 29 марта белогвардейцами был оставлен без боя Очаков, после чего оборона «Одесской белой армии» сконцентрировалась на участке Раздельная — Сербка — Одесса. Одесса оказалась в полном окружении «красных» повстанцев.
31 марта союзники попытались при поддержке двух танков снова атаковать Сербку, но атака захлебнулась. В боях за станцию было убито и тяжело ранено до 600 военнослужащих Антанты.
Несмотря на поражения на фронте, интервенты и белогвардейцы по численности в несколько раз превосходили григорьевцев и могли бы продолжать оборону и даже перейти в контрнаступление, однако 2 апреля начальник штаба французских войск на Юге России полковник А. Фрейденберг фальсифицировал приказ французского правительства об эвакуации в течение трёх суток. Пока шло выяснение обстоятельств, эвакуация приняла такие масштабы, что её уже было невозможно остановить. Утром 3 апреля (по другим данным, вечером 2 апреля) командующий силами Антанты на Юге России Ф. д’Ансельм объявил об эвакуации сил Антанты из Одессы в течение 48 часов.
6 апреля около 15.00 1-я бригада Григорьева вошла в Одессу, оставленную союзными войсками.
7 апреля нарком военных дел УССР Н. И. Подвойский телеграммой уведомил советское правительство о взятии Одессы.
7 апреля в составе Украинского фронта была образована Группа войск Одесского направления путём выделения войск из Группы войск Харьковского направления. В состав группы вошла и 1-я Заднепровская бригада 1-й Заднепровской Украинской советской дивизии.
14 апреля советские войска взяли Раздельную. Румынские войска отошли за Днестр. 18 апреля был взят Овидиополь, а немногим позднее — Тирасполь.

## Действия 2-й и 3-й бригад
В середине марта командующий Украинским фронтом Антонов-Овсеенко распорядился «усилить группу Махно для ликвидации Бердянска — Мариуполя» (в порты Мариуполя и Бердянска в декабре 1918 года вошли корабли французских ВМС) частями 2-й бригады, действовавшей на Крымском направлении, и 16-м полком из 1-й бригады Григорьева.
14 марта 1-я Заднепровская дивизия овладела Мелитополем, разрезав приазовский фронт белых надвое.
15 марта махновцы заняли Бердянск и 19 марта подступили к Мариуполю. Севернее отряды Махно 17 марта овладели Волновахой.
20 марта командующий войсками Харьковской группы войск А. Скачко поставил Заднепровской дивизии и её 3-й бригаде задачу выйти на линию Платовка — Мариуполь и закрепиться на ней. Эту задачу дивизия выполнила, причем бригада Махно проявила себя героически. Мариуполь пал 29 марта. 27 марта во время боя между бригадой Махно за Мариуполь военно-морские силы Антанты, стоявшие на рейде Мариуполя, вмешались в военные действия, обстреляли наступавших махновцев и высадили небольшой десант. Однако 29 марта был подписан договор с махновской делегацией, установивший однодневное перемирие для эвакуации порта. За этот день французские суда вывезли из порта Мариуполь несколько недостроенных судов, ценности и беженцев.
9-й Греческий полк, принимавший участие в освобождении Мариуполя от белой армии, был награждён почётным Красным знаменем, а командиру полка В. Тахтамышеву была объявлена благодарность.
2-я бригада в этот период вела бои с войсками Крымско-Азовской армии за Чонгарский и Перекопский перешейки Крымского полуострова.
5 апреля дивизия выполнила поставленную задачу — захватила Перекопский перешеек и должна была остановиться на выгодных позициях, заперев белых в Крыму, но приказа вышестоящего командования не последовало.
Не встречая серьёзного сопротивления, Дыбенко направил на полуостров управление дивизии, 2-ю стрелковую бригаду, инженерный батальон и другие части. Дивизию поддерживал автоброневой дивизион особого назначения при Совете Народных Комиссаров УССР (командир дивизиона А. И. Селявкин).,,
10 апреля 2-я стрелковая бригада заняла Симферополь.

## Расформирование
15 апреля приказом по войскам Украинского фронта созданы 2-я и 3-я Украинские советские армии (на основе решения Реввоенсовета Украинского фронта от 24 марта 1919).
2-я Украинская советская армия создана из частей Группы войск Харьковского направления (Управление, 2-я и 3-я Заднепровские бригады 1-й Заднепровской Украинской советской дивизии, 2-я отдельная бригада, Крымская бригада), которые были развёрнуты в две штатные дивизии: 3-ю Украинскую и 7-ю Украинскую.
3-я Украинская советская дивизия должна была формироваться на основе управления дивизии и 2-й бригады 1-й Заднепровской дивизии и других частей.
7-я Украинская советская дивизия (начдив Н. И. Махно) должна была формироваться на основе 3-й бригады 1-й Заднепровской дивизии, и других частей.
3-я Украинская советская армия создавалась из частей Группы войск одесского направления, которые сводились в две штатные дивизии (5-ю и 6-ю Украинские советские дивизии).
5-я Украинская советская дивизия должна была формироваться в Киеве. Начальник дивизии — М. В. Слувис.
6-я Украинская советская дивизия (начдив Н. А. Григорьев) должна была формироваться на основе 1-й бригады 1-й Заднепровской дивизии и других частей.

## Полное наименование
1-я Заднепровская Украинская советская дивизия

## Подчинение
| Дата                                    | Фронт                                     | Армия                    | Корпус | Примечания |
| --------------------------------------- | ----------------------------------------- | ------------------------ | ------ | ---------- |
| (29 января) 21 февраля — 15 апреля 1919 | Украинский фронт, управление в г. Харьков | Харьковская группа войск |        |            |

## Командование
- Начальник дивизии П. Е. Дыбенко, (30.01.1919[2]), (21.02 — 15.04.1919[13][17])[2][13][17].
- Начальник политического отдела дивизии А. М. Коллонтай (30.01 или 21.02-15.04.1919)[2].
- Военные комиссары:
  - Клейтман политический комиссар (21—27 февраля 1919 исполнял обязанности военного комиссара дивизии)[2][13][17]
  - Куринный (врид, 28.02. — 4.03.1919)[13][17]
  - А. А. Каверин (4 — 19.03.1919)[13][17]
  - П. И. Лукомский (19.03 — 15.04.1919)[13][17]
- Начальник штаба дивизии С. И. Петриковский (30.01. или 21.02-15.04.1919)[2].
  - Петриковский С. И. Начальник штаба 1-й Украинской повстанческой дивизии (22.09.1918 — …).

## Другие командиры
На 30 января 1919:
- 1-я Заднепровская бригада:
Командир бригады Н. А. Григорьев (2 февраля-15 апреля 1919)[2].
  - Начальник штаба бригады Ю. О. Тютюнник (февраль-15 апреля 1919)[1].
- 2-я Заднепровская бригада — командир бригады Котов (1 февраля 1919)[2].
- 3-я Заднепровская бригада — командир бригады Н. И. Махно (1 февраля-15 апреля 1919)[2].

## Состав
На 21 февраля 1919:
- Управление дивизии
- 1-я Заднепровская Украинская советская бригада
- 2-я Заднепровская Украинская советская бригада
- 3-я Заднепровская Украинская советская бригада
- Инженерный батальон[2].

## Люди служившие в дивизии
- Васильев, Георгий Андрианович
- Ушаков П. В.
- Клец Александр Емельянович
- Квасников Д. С.
- Гостищев А. И.